# Radar RD6
Radar RD6 (кит. 雷达RD6; пиньинь Léidá RD6) — среднеразмерный электромобиль-пикап, выпускаемый с 2022 года китайской компанией Geely под брендом Radar. Разработан на платформе Sustainable Experience Architecture (SEA). Во многом интерьер имеет сходства с Geely Haoyue. Автомобиль выпускается в Ханчжоу и Цзыбо.

## Описание
Дебют автомобиля Radar RD6 состоялся 26 августа 2022 года на автосалоне в Чэнду. Производство началось 9 сентября 2022 года. Изначально была представлена заднеприводная модель с электродвигателем мощностью 268 л. с., способным разгонять автомобиль до 100 км/ч за 6 секунд.
Модель выпускается в одномоторной и двухмоторной комплектациях. Запас хода 600 км по циклу CLTC. Мощность электродвигателей варьируется от 200 до 400 л. с.
Грузоподъёмность модели 450 кг, масса — 3 тонны, объём кузова — 1200 л, а объём бака — 70 л.

## Галерея
- Вид сзади
- Интерьер